# Lespedeza cuneata
Lespedeza cuneata es una especie de planta en la familia Fabaceae comúnmente denominada lespedeza común y sericea lespedeza, o solo sericea. Es una especie nativa de Asia y el este de Australia y se encuentra presente en otros sitios como especie introducida y a veces como planta invasora.
Es una hierba perenne con tallos ramificados que alcanzan una altura máxima en torno a los dos metros. Crece a partir de una raíz primaria leñosa que puede exceder un metro de longitud y que está coronada por un caudex leñoso. Los tallos están cubiertos densamente por hojas, cada una dividida en folíolos de hasta 2.5 cm de largo. Las flores se producen solas o en grupos de hasta tres en las axilas de las hojas. Algunas de las flores son cleistógamas, permanecen cerradas y se autopolinizan. Las flores abiertas son de color púrpura, crema, blanco o amarillento. El fruto es una vaina de legumbre que contiene una semilla.
Esta planta se introdujo en los Estados Unidos, Sudáfrica, Brasil, Canadá y México. Se plantó por primera vez en los Estados Unidos en Carolina del Norte en 1896. Se usó para controlar erosión y para revegetar sitios de minas abandonadas y se utilizó como forraje para el ganado. Fue útil en áreas susceptibles a la sequía porque sus raíces profundas pueden mantenerla viva. Se han desarrollado varios cultivares, incluidos 'Arlington', 'Serala', 'AU Lotan', 'AU Donnelly', 'AU Grazer' e 'Interstate'.
La planta es considerada invasora en muchas zonas como por ejemplo en la pradera de hierbas altas en las Flint Hills de Kansas. Cuando invade un hábitat, reduce la abundancia y diversidad de plantas nativas y puede hacer que el área sea menos atractiva para la vida silvestre. Puede inhibir el crecimiento de las plántulas de árboles. Puede ser alelopática, produciendo sustancias que inhiben químicamente el crecimiento de otras plantas.
Los posibles agentes biológicos para el control de plagas incluyen el gusano Lespedeza (Tetralopha scortealis). Sin embargo, es probable que no se apruebe su uso porque no discrimina entre Lespedezas nativas e invasoras. El pastoreo también puede ser una forma de controlar la planta, especialmente por parte de las cabras.

## Galería

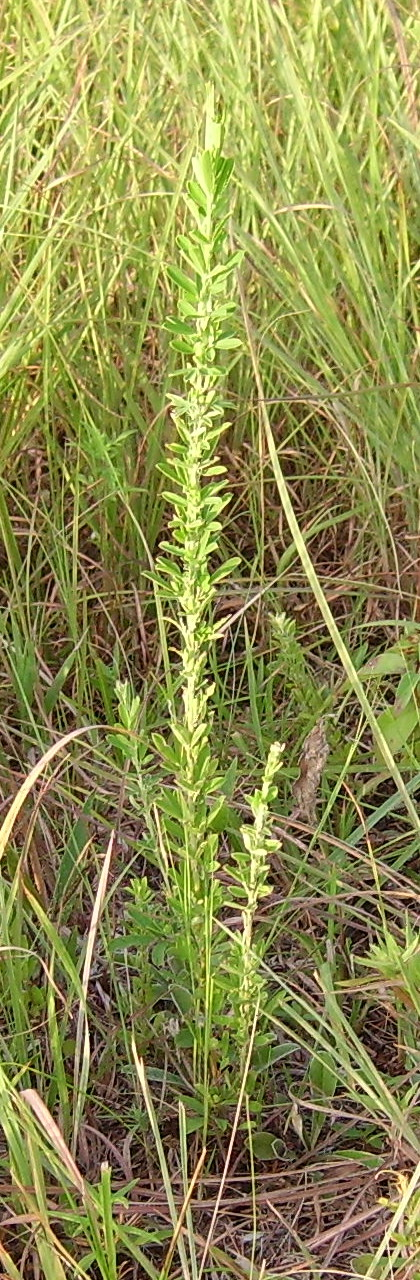
Ejemplar de Lespedeza cuneata creciendo en Kansas. Mide 75 cm de alto.
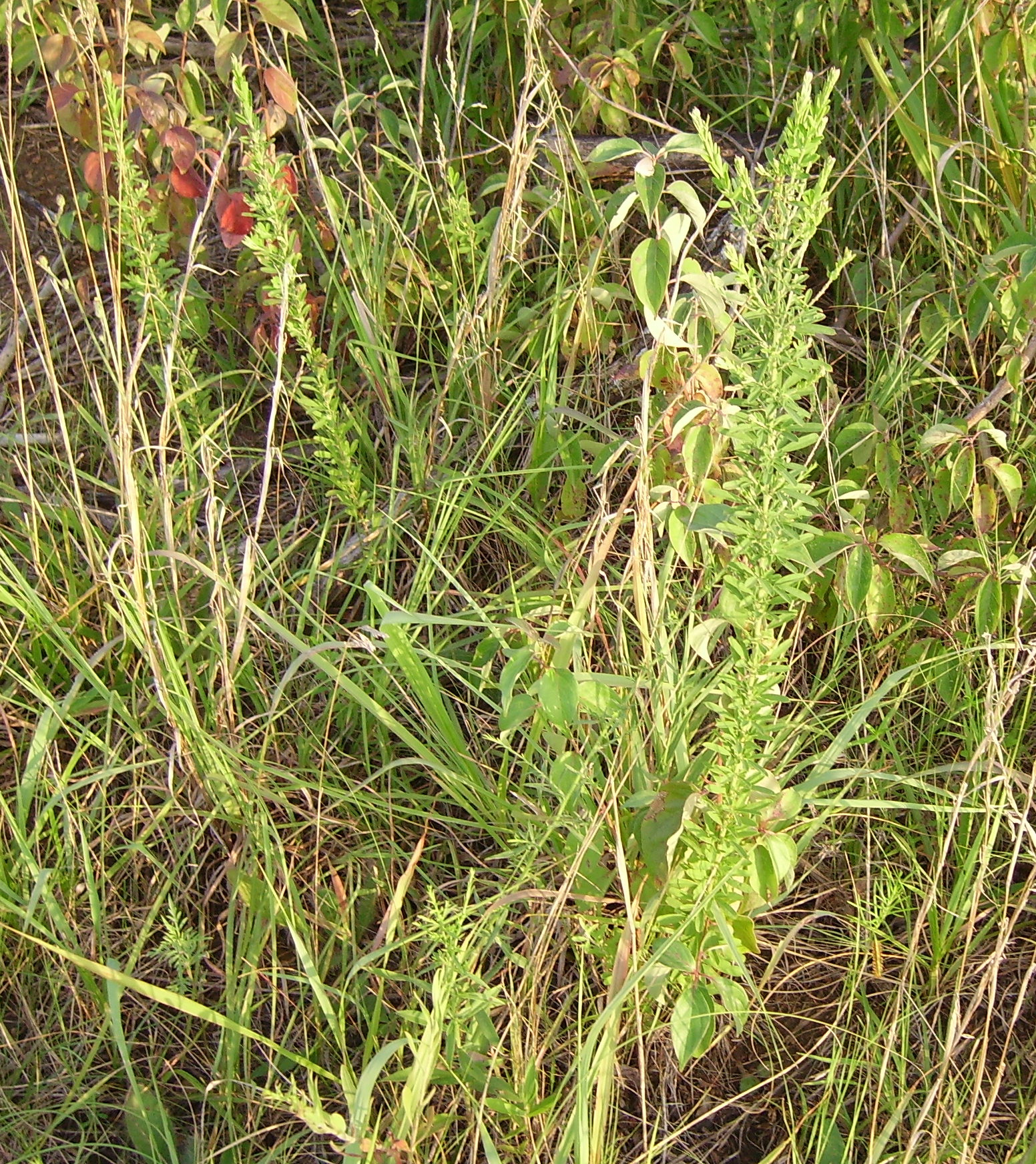
Grupo de Lespedeza cuneata creciendo en Kansas.
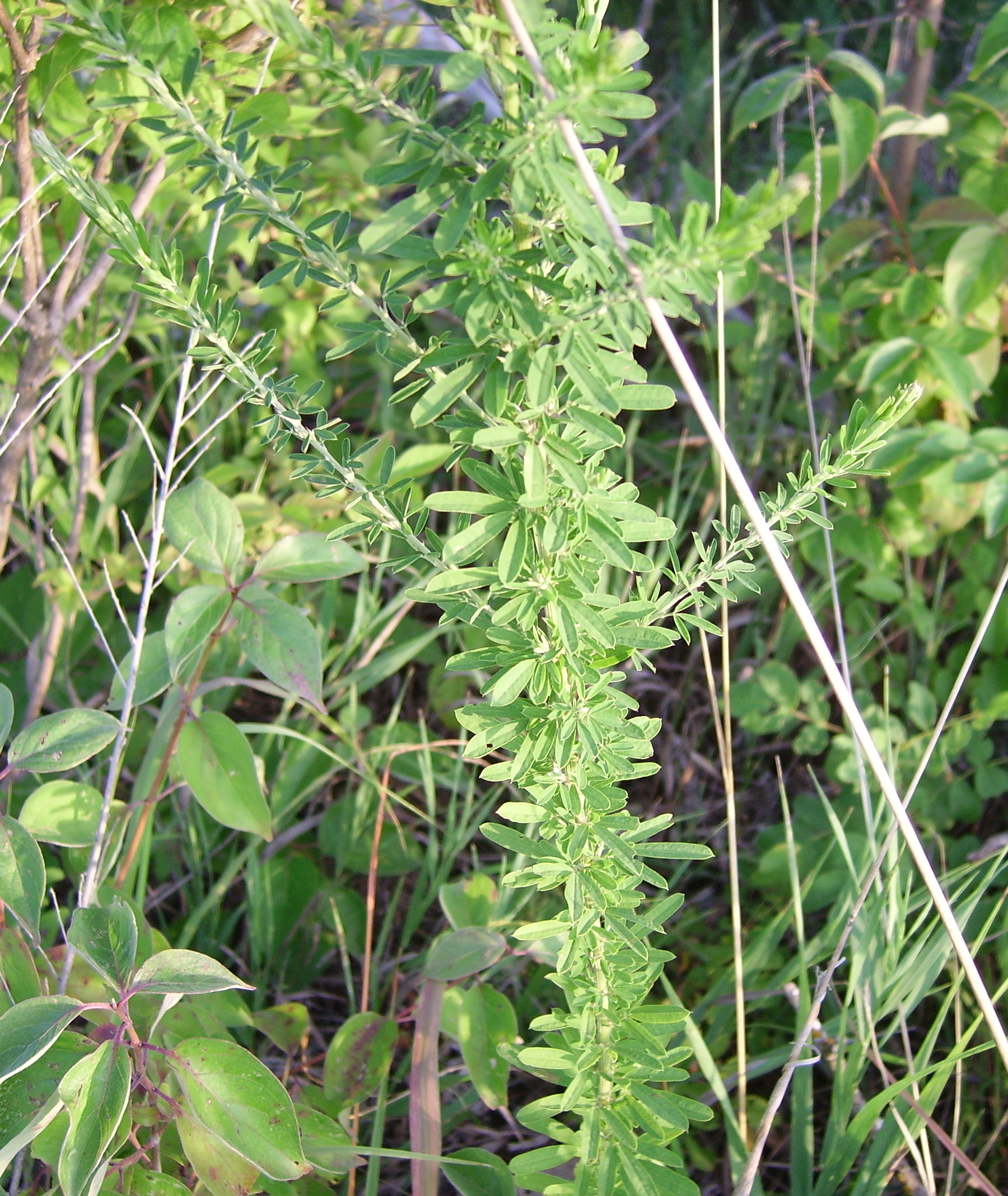
Planta de Lespedeza cuneata. Muestra el patrón de la hoja. Tomada en septiembre antes de comenzar la floración.